# قرار مجلس الأمن التابع للأمم المتحدة رقم 613
قرار مجلس الأمن التابع للأمم المتحدة رقم 613، الذي تم تبنيه بالإجماع في 31 مايو 1988، بعد النظر في تقرير الأمين العام بشأن قوة الأمم المتحدة لمراقبة فض الاشتباك، أشار المجلس إلى جهوده لإحلال سلام دائم وعادل في الشرق الأوسط، لكنه أعرب أيضًا عن قلقه من حالة التوتر السائدة في المنطقة.
دعا القرار الأطراف المعنية إلى التنفيذ الفوري للقرار 338 (1973)، وجدد ولاية قوة المراقبة لمدة ستة أشهر أخرى حتى 30 نوفمبر 1988، وطلب من الأمين العام تقديم تقرير عن الوضع في نهاية تلك الفترة.